# Туканови
Тукановите (Ramphastidae) са едри птици от разред Кълвачоподобни (Piciformes).
Дължината на тялото им е около 40 cm, но при някои екземпляри може да достигне до 70 cm. Шията от клюна до гърдите е покрита със светли пера, които образуват красиво петно. Най-характерно за тукановите е силно развитите им, яркооцветни клюнове. Те са дълги, колкото цялото тяло на птицата. Два от пръстите на краката са насочени отзад, а другите два – напред. Тукановите са любопитни и интелигентни. Събират се на шумни ята по върховете на дърветата на тропическите гори в Централна и Южна Америка.

## Начин на хранене
Заради големината на клюна си туканите се хранят по особен начин. След като откъснат плод, те го подхвърлят и вдигат нагоре човка, така че храната достига направо до глътката.

## Храна
Утоляват жаждата си с дъждовна вода, събрана в хралупите или чашките на големите цветове. С огромните си човки откъсват от клоните на дърветата зрели плодове, например манго, райска ябълка, череши Senbikiya, Monstera Deliciosa или Купуачу, дори когато са на места, недостъпни за другите птици. Може да улавят насекоми в полет, например нападат ятата крилати термити, които при залез слънце се вдигат във въздуха. Ловуват малки гущери, змии и дори риба. Ако попаднат на птиче гнездо, изяждат яйцата и малките.

## Размножаване
Родителите издълбават хралупи във вътрешността на гниещи дънери. Често използват и изоставени дупки на кълвачи. После свиват там гнездо. Женската снася от 2 до 4 яйца, които мъти между 43 и 46 дни. След излюпването на пиленцата бащата и майката се редуват да търсят храна в гората. Те никога не оставят малките си и ги закрилят от нападатели.

## Клюн
В Централна и Южна Америка съществуват над 40 вида тукани. Всеки вид се различава от останалите по цвета на клюна. Клюнът на тукана е огромен и много здрав, но лек. Отстрани е назъбен. Клюнът на тукана е невероятно оръжие срещу хищните птици, само срещу орела харпия е безсилен.

## Класификация
Семейство Туканови
- Род Aulacorhynchus – (6–15 вида)
- Род Selenidera – (6 вида)
- Род Andigena – планински тукани (4 вида)
- Род Pteroglossus – (14 вида)
- Род Ramphastos – същински тукани (8 вида)

## Език
Езикът на птицата е плосък като лента, с ресни отстрани. При някои видове достига 15 cm.